# فاريل ويليامز
فاريل لانسيلو ويليامز (بالإنجليزية: Pharrell Lanscilo Williams)‏ ويسمى أيضا فاريل وليامس (بالإنجليزية: Pharrell Williams)‏ وهو مغني وكاتب أغاني راب ومنتج و مصمم أزياء أمريكي، ولد في 5 أبريل 1973 في فيرجينيا بيتش، فيرجينيا الولايات المتحدة، أغنيته هابي احتلت المراتب الأولى في المملكة المتحدة وفرنسا وألمانيا وفي دول أخرى.

## أفلامه[10]
- 2009 : بيفرلي هيلز 90210 : الجيل الجديد : نفسه (الموسم 2 الحلقة 8).
- 2010 : أمريكا الرحلة : نفسه
- 2010: أين المال جورج ؟ (فيلم قصير) : حارس سجن
- 2011: يدق القوافي و الحياة: يسافر من قبيلة تسمى كويست : نفسه
- 2014: صوت الولايات المتحدة الأمريكية الموسم 7 : له-حتى
- 2015: صوت الولايات المتحدة الأمريكية الموسم 8 و 9 : نفسه
- 2018: الغرينش

## روابط خارجية
- فاريل ويليامز على موقع IMDb (الإنجليزية)
- فاريل ويليامز على موقع الموسوعة البريطانية (الإنجليزية)
- فاريل ويليامز على موقع ميوزك برينز (الإنجليزية)
- فاريل ويليامز على موقع رولينغ ستون (الإنجليزية)
- فاريل ويليامز على موقع رولينغ ستون (الإنجليزية)
- فاريل ويليامز على موقع تيرنر كلاسيك موفيز (الإنجليزية)
- فاريل ويليامز على موقع إن إن دي بي (الإنجليزية)
- فاريل ويليامز على موقع أول ميوزيك (الإنجليزية)
- فاريل ويليامز على موقع ديسكوغز (الإنجليزية)
- فاريل ويليامز على موقع قاعدة بيانات الفيلم (الإنجليزية)